# بازسازی (فیلم ۱۹۹۵)
بازسازی (به انگلیسی: Restoration) فیلمی درام تاریخی به کارگردانی مایکل هافمن با بازی رابرت داونی جونیور است.